# Gilles-Arnaud Bailly
Gilles-Arnaud Bailly (* 19. September 2005 in Hasselt) ist ein belgischer Tennisspieler.

## Karriere
Bailly ist noch bis Ende 2023 auf der ITF Junior Tour spielberechtigt. In der Jugend-Rangliste erreichte er im November 2022 die Spitzenposition. Bei den Grand-Slam-Turnieren konnte er im Kalenderjahr zweimal das Endspiel erreichen. Bei den French Open unterlag er im Finale dem Franzosen Gabriel Debru; bei den US Open verlor er gegen Martín Landaluce, gegen den er auch in Wimbledon im Achtelfinale schon ausgeschieden war. Als zweiter Belgier erreichte er Platz 1 der Junioren, der erste war 10 Jahre vor ihm Ruben Bemelmans.
Bei den Profis spielte Bailly ab der zweiten Hälfte von 2022 und hauptsächlich auf der ITF Future Tour. Er erreichte viermal das Viertelfinale, wodurch er erste Punkte für die Tennisweltrangliste sammelte. Der einzige Auftritt außerhalb von Futures erfolgte beim ATP-Tour-Event in Antwerpen, wo er eine Wildcard für den Einzelwettbewerb erhielt. In einem mehr als drei Stunden andauernden Match unterlag er seinem Landsmann David Goffin in drei Sätzen.